# Halowe Mistrzostwa Świata w Lekkoatletyce 1997 – bieg na 60 m przez płotki kobiet
Bieg na 60 m przez płotki kobiet – jedna z konkurencji rozgrywanych podczas halowych mistrzostw świata w lekkoatletyce w 1997. Eliminacje i półfinały miały miejsce 8 marca, finał zaś odbył się 9 marca.
Udział w tej konkurencji brało 27 zawodniczek z 21 państw. Zawody wygrała reprezentantka Jamajki Michelle Freeman, a drugą pozycję zajęła również reprezentująca Jamajkę Gillian Russell. Trzecią pozycję w konkurencji wywalczyły ex aequo Amerykanka Cheryl Dickey oraz Francuzka Patricia Girard.

## Wyniki

### Eliminacje
Źródło: 
Bieg 1
| Miejsce | Zawodniczka      | Państwo | Wynik | Uwagi |
| ------- | ---------------- | ------- | ----- | ----- |
| 1.      | Michelle Freeman | Jamajka | 7,88  |       |
| 2.      | Keturah Anderson | Kanada  | 8,05  |       |
| 3.      | Cécile Cinélu    | Francja | 8,27  |       |
| 4.      | Elke Wölfling    | Austria | 8,35  |       |
| 5.      | Irina Szewczenko | Rosja   | 8,57  |       |

Bieg 2
| Miejsce | Zawodniczka             | Państwo           | Wynik | Uwagi |
| ------- | ----------------------- | ----------------- | ----- | ----- |
| 1.      | Patricia Girard         | Francja           | 7,99  |       |
| 2.      | Melissa Morrison-Howard | Stany Zjednoczone | 8,08  |       |
| 3.      | Vida Nsiah              | Ghana             | 8,11  |       |
| 4.      | Clova Court             | Wielka Brytania   | 8,16  | SB    |
| 5.      | Zhou Jing               | Chiny             | 8,38  |       |
| 6.      | Aminata Camara          | Mali              | 9,08  |       |

Bieg 3
| Miejsce | Zawodniczka         | Państwo           | Wynik | Uwagi |
| ------- | ------------------- | ----------------- | ----- | ----- |
| 1.      | Cheryl Dickey       | Stany Zjednoczone | 8,05  |       |
| 2.      | Caren Sonn          | Niemcy            | 8,11  |       |
| 3.      | Monica Grefstad     | Norwegia          | 8,16  | SB    |
| 4.      | Natalija Hryhorjewa | Ukraina           | 8,17  |       |
| 5.      | Naoko Kobayashi     | Japonia           | 8,35  |       |

Bieg 4
| Miejsce | Zawodniczka     | Państwo         | Wynik | Uwagi |
| ------- | --------------- | --------------- | ----- | ----- |
| 1.      | Gillian Russell | Jamajka         | 7,88  | PB    |
| 2.      | Yvonne Kanazawa | Japonia         | 8,24  |       |
| 3.      | Ołena Owczarowa | Ukraina         | 8,28  |       |
| 4.      | Aliuska López   | Kuba            | 8,31  |       |
| 5.      | Hsu Hsiu-jing   | Chińskie Tajpej | 8,62  |       |
| 6.      | Żanna Sokołowa  | Tadżykistan     | 9,39  |       |

Bieg 5
| Miejsce | Zawodniczka        | Państwo    | Wynik | Uwagi |
| ------- | ------------------ | ---------- | ----- | ----- |
| 1.      | Brigita Bukovec    | Słowenia   | 8,02  |       |
| 2.      | Lidzija Jurkowa    | Białoruś   | 8,07  |       |
| 3.      | Swietłana Łauchowa | Rosja      | 8,25  |       |
| 4.      | Véronique Linster  | Luksemburg | 8,37  |       |
| 5.      | Maryline Troonen   | Belgia     | 8,41  |       |

### Półfinały
Źródło: 
Bieg 1
| Miejsce | Zawodniczka             | Państwo           | Wynik | Uwagi |
| ------- | ----------------------- | ----------------- | ----- | ----- |
| 1.      | Gillian Russell         | Jamajka           | 7,90  |       |
| 2.      | Melissa Morrison-Howard | Stany Zjednoczone | 7,91  | PB    |
| 3.      | Keturah Anderson        | Kanada            | 7,93  | NR    |
| 4.      | Brigita Bukovec         | Słowenia          | 7,93  |       |
| 5.      | Caren Sonn              | Niemcy            | 8,15  |       |
| 6.      | Monica Grefstad         | Norwegia          | 8,31  |       |

Bieg 2
| Miejsce | Zawodniczka      | Państwo           | Wynik | Uwagi |
| ------- | ---------------- | ----------------- | ----- | ----- |
| 1.      | Patricia Girard  | Francja           | 7,88  | SB    |
| 2.      | Cheryl Dickey    | Stany Zjednoczone | 7,89  | PB    |
| 3.      | Michelle Freeman | Jamajka           | 8,01  |       |
| 4.      | Vida Nsiah       | Ghana             | 8,03  |       |
| 5.      | Lidzija Jurkowa  | Białoruś          | 8,17  |       |
| 6.      | Yvonne Kanazawa  | Japonia           | 8,30  |       |

### Finał
Źródło: 
| Miejsce | Zawodniczka             | Państwo           | Wynik | Uwagi |
| ------- | ----------------------- | ----------------- | ----- | ----- |
| 01 !    | Michelle Freeman        | Jamajka           | 7,82  | =     |
| 02 !    | Gillian Russell         | Jamajka           | 7,84  | PB    |
| 03 !    | Cheryl Dickey           | Stany Zjednoczone | 7,84  | PB    |
| 03 !    | Patricia Girard         | Francja           | 7,84  | SB    |
| 5.      | Melissa Morrison-Howard | Stany Zjednoczone | 7,88  | PB    |
| 6.      | Keturah Anderson        | Kanada            | 8,02  |       |